# Oxycoleus piceus
Oxycoleus piceus là một loài bọ cánh cứng trong họ Cerambycidae.